# Encinas Reales

Locatie van de gemeente in de provincie

Encinas Reales is een gemeente in de Spaanse provincie Córdoba in de regio Andalusië met een oppervlakte van 34 km². In 2007 telde Encinas Reales 2438 inwoners.

## Demografische ontwikkeling
Bron: INE, 1857-2011: volkstellingen